# L'Wren Scott
L'Wren Scott, rodným jménem Luann Bambrough (28. dubna 1964 Roy – 17. března 2014 Chelsea) byla americká módní návrhářka. Svou kariéru zahájila v osmdesátých letech v Paříži jako modelka. Později se začala věnovat navrhování oblečení; navrhovala například pro herečky, jako jsou Angelina Jolie a Sarah Jessica Parker. V březnu 2014 se ve svém bytě v newyorském Manhattanu oběsila. Od roku 2001 až do své smrti žila se zpěvákem Mickem Jaggerem, frontmanem britské skupiny The Rolling Stones.